# مولوچیسول
مولوچیسول (به لاتین: Molochișul Mare) یک منطقهٔ مسکونی در مولداوی است که در واحدهای اداری-سرزمینی کرانه چپ دنیستر واقع شده‌است. مولوچیسول ۴۹ متر بالاتر از سطح دریا واقع شده‌است.